# Hatting (Gemeinde St. Marienkirchen)
Hatting ist eine Ortschaft in der Gemeinde St. Marienkirchen am Hausruck im Bezirk Ried im Innkreis in Oberösterreich mit 95 Einwohnern (Stand 1. Jänner 2025). Es ist der Standort von Da Moarhof. Hatting leitet sich vom Eigennamen Hatto ab.